# 김민섭 (2000년)
김민섭(한국 한자: 金民燮, 2000년 3월 3일 ~ )은 대한민국의 축구 선수이며, 포지션은 미드필더이다.